# نیو منچستر (ویرجینیای غربی)
نیو منچستر (به انگلیسی: New Manchester) یک منطقهٔ مسکونی در ایالات متحده آمریکا است که در شهرستان هنکاک، ویرجینیای غربی واقع شده‌است. نیو منچستر ۳۶۲٫۱۱ متر بالاتر از سطح دریا واقع شده‌است.